# Szent Mihály és Gábriel arkangyalok templom (Meregyó)
A Szent Mihály és Gábriel arkangyalok templom műemlékké nyilvánított épület Romániában, Kolozs megyében. A romániai műemlékek jegyzékében a  CJ-II-m-B-07707 sorszámon szerepel.